# Bulbophyllum pan
Bulbophyllum pan là một loài phong lan thuộc chi Bulbophyllum.